# Giuseppe Belli
Giuseppe Gioachino Belli (Roma, 7 de setembro de 1791 - Roma, 21 de dezembro de 1863) foi um poeta italiano, famoso por seus sonetos em romanesco, o dialeto de Roma.